# Прескиль (кратер)
Прески́ль (фр. Presqu'île) — ударный кратер на территории регионального муниципалитета округа (TE) Жамези (Jamésie) в регионе Север Квебека, Канада, находится примерно в 3 км к югу от города Chapais.
Диаметр кратера составляет 24 км, а возраст оценивается менее 500 млн лет (кембрийский период или ранее). Кратер виден на поверхности.